# Rybitwa białowąsa
Rybitwa białowąsa (Chlidonias hybrida) – gatunek średniej wielkości wędrownego ptaka wodnego z rodziny mewowatych (Laridae).

## Podgatunki i występowanie
Obecnie zwykle wyróżnia się 3 podgatunki, które zamieszkują:
- Chlidonias hybrida hybrida – pas od południowo-zachodniej Europy poprzez Europę Środkową, zachodnią Rosję, Bliski Wschód po Azję Środkową, północne Indie; ponadto od Bajkału po Rosyjski Daleki Wschód, północno-wschodnie i wschodnie Chiny. Zimuje głównie w Afryce podwzrotnikowej, nad Morzem Śródziemnym, na Bliskim Wschodzie, w Azji Południowej i Południowo-Wschodniej aż po Wielkie Wyspy Sundajskie, Celebes i Filipiny. Są lata, kiedy obserwuje się jej przeloty i lęgi na zachodzie i północy Europy. Obejmuje czasem wyróżniane taksony swinhoei, leggei i indicus.

W Polsce nieliczny ptak lęgowy (w 2007 roku liczba par przekraczała 1600), głównie na Roztoczu. Pierwszy przypadek lęgu odnotowano w 1968 roku. Jej ekspansja zaczęła się w połowie lat 80. i trwa do dziś. W 1996 roku zaobserwowano próby lęgów nad Odrą, a w 1998 roku lęgi na wschodnim Pojezierzu Przednim w Niemczech. Skolonizowała w tym czasie cały kraj, choć w zachodniej Polsce gniazduje tylko w paru miejscach. Na niżu występuje nierównomiernie. Największe lęgowiska znajdują się w dolinie górnej Wisły, na Podlasiu i Lubelszczyźnie. W Kotlinie Oświęcimskiej znajduje się jej największa ostoja. Często zmienia swoje tereny gniazdowania co roku.
- Chlidonias hybrida delalandii – południowa i wschodnia Afryka, Madagaskar. Obejmuje czasem wyróżniany takson sclateri.
- Chlidonias hybrida javanicus – Australia; zimuje w północnych rejonach Australii i dalej na północ po południową Nową Gwineę, Wielkie Wyspy Sundajskie i Filipiny. Zsynonimizowany z taksonem fluviatilis.

## Charakterystyka

### Cechy gatunku
Brak wyraźnego dymorfizmu płciowego. W szacie godowej wierzch głowy (czapeczka) i kark czarny, boki głowy i szyi oraz pokrywy podskrzydłowe, podogonie i spód ogona białe. Grzbiet i ogon szaroniebieskie, a brzuch ciemnoszary. Mocny dziób i nogi czerwone. Pióra na barku są obrzeżone białawym lub żółtym pasem, podczas gdy u rybitwy czarnej obrzeżenie jest brunatne. Nazwa gatunkowa wzięła się od białych policzków. W szacie spoczynkowej bieleje. Popielaty jest jedynie wierzch ciała, czarna plama na potylicy nie zachodzi na okolice ciemieniową, dziób pozostaje czerwony, co pozwala na odróżnienie jej od rybitwy białoskrzydłej (Chlidonias leucoptera). Osobniki młodociane przypominają dorosłe w szacie spoczynkowej. Mają ciemne plamy na grzbiecie i głowie. Podgatunki różnią się odcieniem barwy popielatej i rozmiarem białych plam. Pierzenie do szaty spoczynkowej ma miejsce w czerwcu i lipcu. Jest płochliwa, choć siada na odsłoniętych terenach nad wodą. Dużo lata i rzadko chodzi. W locie widać jej biały spód skrzydeł i lekko rozwidlony ogon (12–22 mm).

### Rozpoznanie

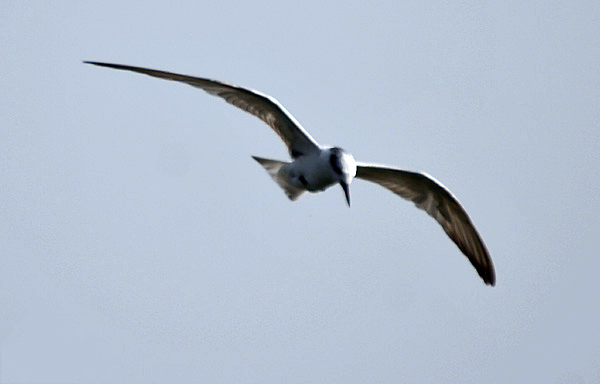
Rybitwa białowąsa w locie, Indie

W porównaniu z podobną rybitwą popielatą i rzeczną w szacie godowej ma szary i tylko lekko wcięty ogon oraz szary kuper, ciemnoczerwone nogi oraz krótkie i szerokie skrzydła. W upierzeniu spoczynkowym wydaje się być ubarwiona jak rybitwa czarna lub białoskrzydła, ale jest wtedy jasnoszara bez wyraźnych plam po bokach piersi, z tyłu głowy widnieje czarne kreskowanie, a za okiem czarna plama. Od rybitwy czarnej jest nieco większa.

### Wymiary średnie
długość ciała ok. 25–28 cm
rozpiętość skrzydeł ok. 65–70 cm
masa ciała ok. 60–100 g

### Głos
Dorosłe ptaki wydają dwusylabowe, przenikliwe „ku-ik” lub chrapliwe, skrzeczące „chreb”.

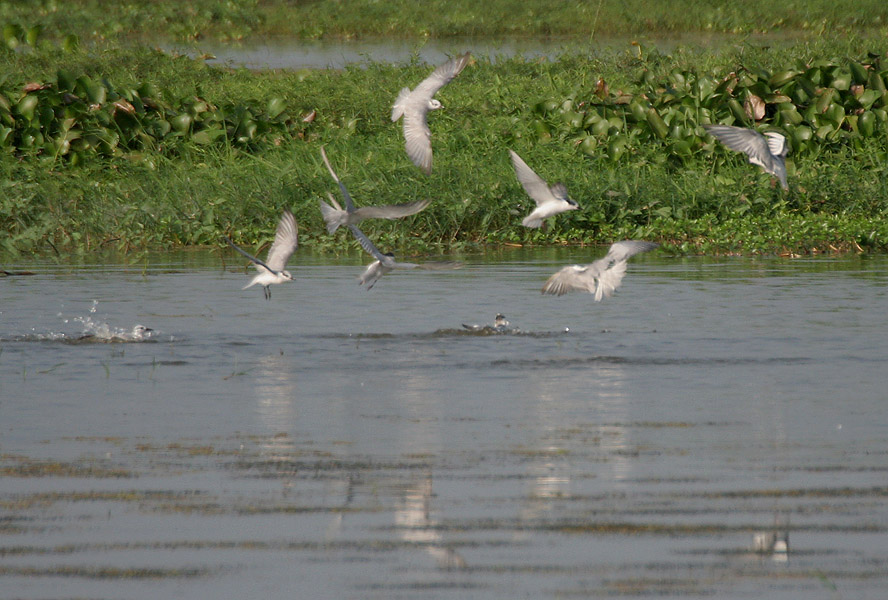
Rybitwy w czasie polowania, Indie

## Biotop
Gniazduje na bagnach, mulistych wodach płynących lub o wolnym przepływie, nad rzekami, stawami oraz innymi żyznymi i stojącymi zbiornikami wodnymi o gęstej roślinności. Poza sezonem lęgowym również pola uprawne, laguny, morskie wybrzeża, azjatyckie stepy.

## Okres lęgowy

### Toki
Pod koniec kwietnia, choć głównie w maju, wracają na lęgowiska. W trakcie toków rybitwy przynoszą w dziobach materiały na gniazdo, upuszczają i łapią znów w powietrzu lub z powierzchni wody. Pary są monogamiczne.

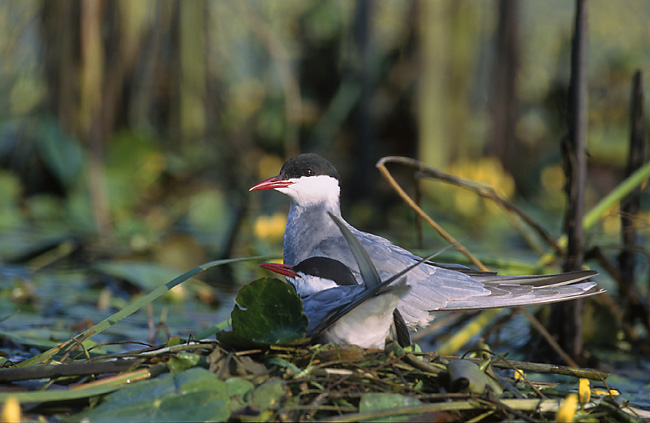
Ptaki dorosłe

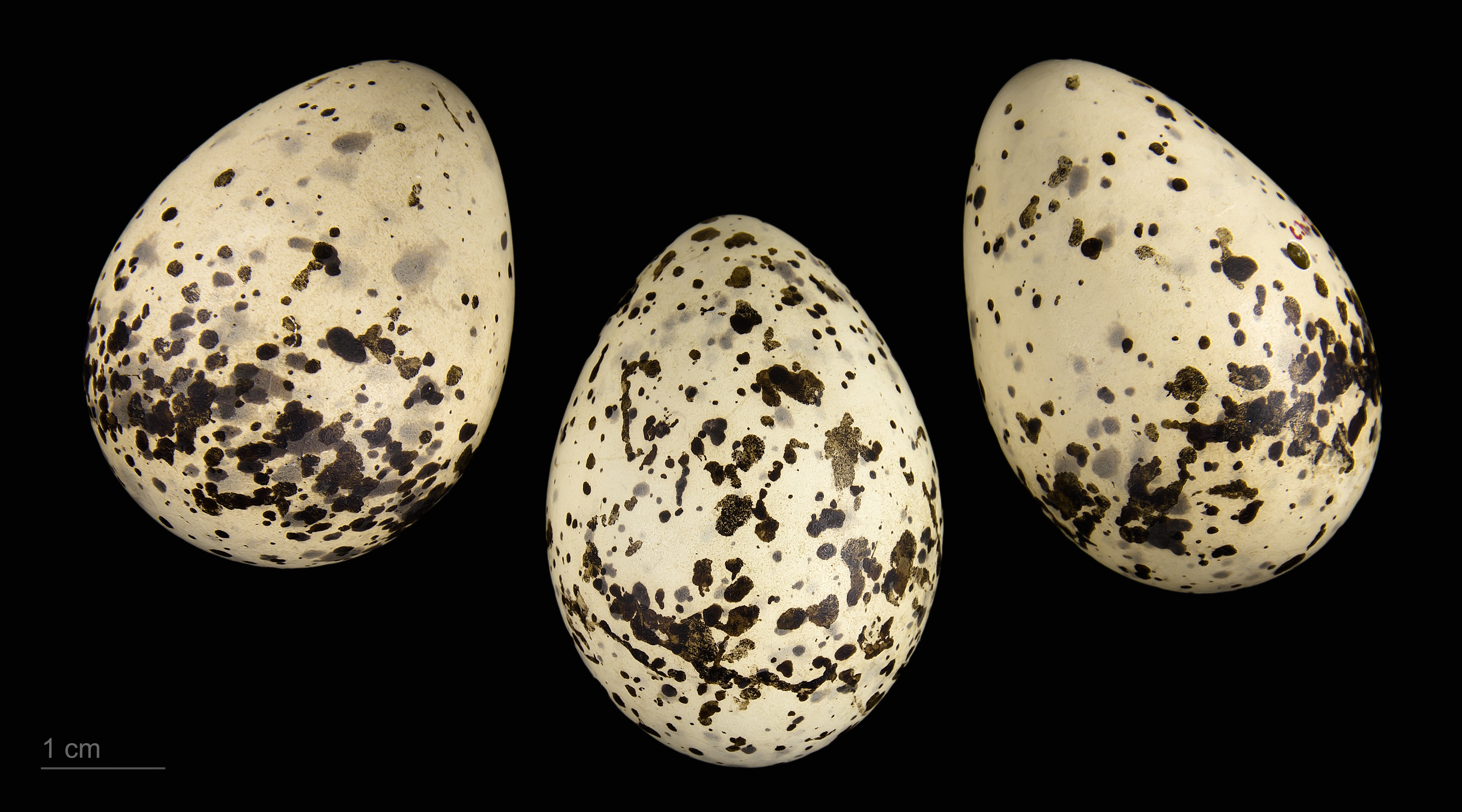
Jaja z kolekcji muzealnej

### Gniazdo
Gniazdo znajduje się na wodzie, na platformie z roślin lub na kępie wystającej znad wody. Zbudowane jest ze sterty trzcin i sitowia oraz z innych roślin wodnych, których kawałki mogą dochodzić do 1 metra. Wygląda więc jak płaski kopiec. W środku znajduje się mały dołek, gdzie składane są jaja. Tworzy kolonie liczące do kilkuset par, często wraz z rybitwą czarną. Gniazdowanie może przeciągać się do lipca.

### Jaja
W ciągu roku wyprowadza jeden lęg, składając w maju–czerwcu (w Europie) lub listopadzie–grudniu (w Afryce i Australii) 2–3 jasne lub jasnorudawe jaja o plamach o różnej wielkości. W przeciwieństwie do pozostałych rybitw mają zielonkawy odcień.

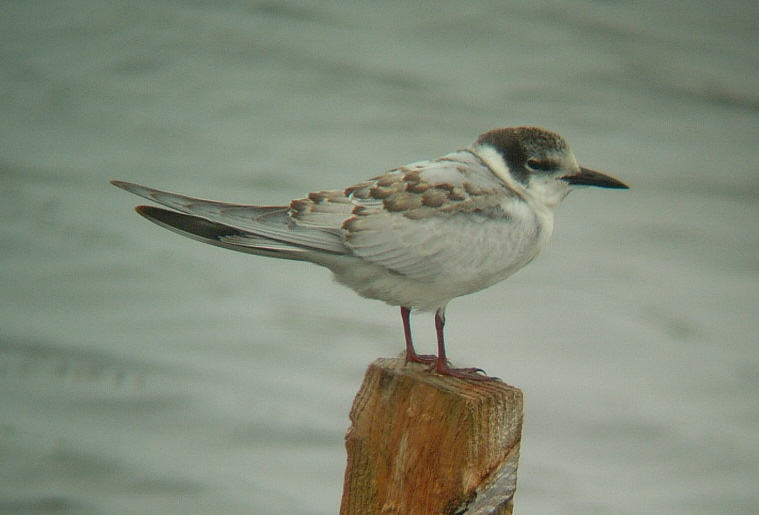
Upierzenie pierwszej zimy

### Wysiadywanie i dojrzewanie
Jaja wysiadywane są przez okres 18–20 dni przez obydwoje rodziców. Oboje partnerzy zajmują się pilnowaniem i karmieniem młodych, głównie owadami i ich larwami, robakami i innymi bezkręgowcami, rzadziej rybami i kijankami. Pisklęta w puchu są rudawe z czarnymi plamkami, a brzuch mają białawy. Umieją latać w wieku około 3 tygodni. Przeloty na południe rozpoczynają w lipcu, a kończą we wrześniu. W czasie wędrówek skupiają się w małe stada.

## Pożywienie
Głównie owady i ich larwy, pająki, mięczaki i pierścienice, ale również drobne kręgowce, np. żaby, kijanki, drobne ryby (do 5 cm długości).
Rybitwa białowąsa szuka pokarmu, lecąc nisko nad powierzchnią wody lub łąką. Może też w locie zbierać pożywienie z powierzchni wody lub roślin, a także wyłapywać latające owady. By zdobyć swą ofiarę z powierzchni wody i niepotrzebnie się nie zanurzać, często zawisa w locie. Zdarza się jej jednak nurkować za zdobyczą do wody z powietrza na 2–3 metry głębokości.

## Status i ochrona
Międzynarodowa Unia Ochrony Przyrody (IUCN) uznaje rybitwę białowąsą za gatunek najmniejszej troski (LC – Least Concern) nieprzerwanie od 1988 roku. Liczebność populacji światowej w 2015 roku szacowano na 300 tysięcy – 1,5 miliona osobników. Ogólny trend liczebności populacji uznawany jest za stabilny.
W Polsce jest objęta ścisłą ochroną gatunkową oraz wymagająca ochrony czynnej, dodatkowo obowiązuje zakaz fotografowania, filmowania lub obserwacji, mogących powodować płoszenie lub niepokojenie. Liczebność populacji lęgowej na terenie kraju w latach 2013–2018 szacowano na 1200–2000 par. Na Czerwonej liście ptaków Polski rybitwa białowąsa sklasyfikowana została jako gatunek najmniejszej troski (LC).
Nad Morzem Kaspijskim i Jeziorem Aralskim traci swe siedliska, co powoduje, że przenosi się na zachód.